# Ti-Grace Atkinson
Ti-Grace Atkinson (Baton Rouge, 1938, als Grace Atkinson) is een Amerikaans radicaal-feministisch schrijfster en filosofe.
Atkinson werd in 1938 geboren als dochter van een vooraanstaande familie in de staat Louisiana. Ze werd Grace genoemd, naar haar grootmoeder, met het Cajun-Franse voorvoegsel Ti- (voor 'klein'): kleine Grace.

## Biografie
Atkinson studeerde aan de Pennsylvania Academy of the Fine Arts en voltooide haar opleiding in 1964. Ze stond mede aan de wieg van het Institute of Contemporary Art in Pennsylvania en was er de eerste directeur. Daarnaast was ze recensent beeldhouwen voor het tijdschrift ARTnews. Ze studeerde filosofie aan de Columbia-universiteit in New York. Aansluitend doceerde ze filosofie aan verschillende universiteiten en instellingen.
In haar studententijd las Atkinson De tweede sekse van Simone de Beauvoir en correspondeerde enige tijd met de schrijfster, die haar in contact bracht met Betty Friedan. Via Friedan werd Atkinson al vroeg lid van de feministische National Organization for Women, waarvoor ze lid werd van het nationale bestuur en in 1967 voorzitter van de afdeling New York. Als afdelingsvoorzitter kwam ze in conflict met het nationale bestuur omdat ze het werk van Valerie Solanas verdedigde, nadat deze in 1968 Andy Warhol had neergeschoten. Hetzelfde jaar verliet Atkinson de NOW omdat de organisatie zich niet wilde bezighouden met onderwerpen als abortus en ongelijkheid binnen het huwelijk.
Atkinson richtte de '17 oktoberbeweging' op, die later opging in The Feminists, een radicaal-feministische splinter die tot 1973 actief was. Tegen 1971 had ze verscheidene feministische essays geschreven, was ze lid van de lesbische Daughters of Bilitis en beijverde ze zich voor het politiek lesbianisme, dat dicteert dat seksueel gedrag een politieke keuze kan zijn. Atkinson zei daarover: "Het feminisme is de theorie, lesbianisme de praktijk." In 1974 schreef ze haar meest bekende werk, Amazon Odyssey.
In 2013 initieerde Atkinson, met enkele anderen, de open brief Forbidden Discourse: The Silencing of Feminist Criticism of 'Gender', naar hun zeggen een statement van 48 radicaal-feministes uit zeven landen. Volgens een journalist van The New Yorker werd in de open brief de alarmklok geluid over "bedreigingen en aanvallen tegen vrouwen en organisaties die het modieuze concept 'gender' verwerpen".